# 大縄公園
大縄公園（おおなわこうえん）とは、静岡県熱海市下多賀（和田木）にある公園。和田木地区と網代地区によって構成される「網代温泉」エリアの中心的な公園であり、各種のイベントが開かれる他、国道135号を挟んだ北向には網代温泉海水浴場（大縄海水浴場）もある。

## 周辺
和田木地区の北西海側、国道135号南脇の北西から南東にかけての細長い敷地に立地しており、南東脇には「南熱海網代温泉旅館協同組合」の建物（旧 熱海警察署・南熱海交番）があり、その南東隣には多目的トイレを含む公衆トイレがある。  
北向には「網代温泉海水浴場」（大縄海水浴場）があり、北西と南東には網代温泉エリアを代表する温泉宿である「平鶴（ひらつる）」と「大成館（たいせいかん）」がある。南隣には南あたみ第一病院がある。

## 網代温泉海水浴場（大縄海水浴場）
熱海サンビーチ、長浜海水浴場と並び、熱海市内の3つの市設海水浴場の1つとなっている。開設期間は7月中旬-8月末、9:00-17:00。
1969年（昭和44年）に造成された小型の海水浴場であり、日本初の人口海水浴場とも言われている。東側から回り込んでくる消波ブロックによって遊泳区間が形作られている。
西方には「平鶴」があり、その奥には小山臨海公園の南熱海マリンホールがある。東方には和田木堤防（和田木港）があり、その東方には水神川（すいじんがわ）河口を挟んで網代漁港がある。

## イベント
- どんど焼き（海水浴場） - 1月第2日曜日。
- 網代温泉ふるさと祭り - 8月14日-15日。
- 網代温泉海上花火大会 - 8月16日。
- 和田木神社例大祭 - 10月20日-21日頃。
- 網代温泉ひもの祭り - 11月-1月各月中旬（2月は長浜海浜公園で開催）。

## 沿革
- 1969年（昭和44年） - 大縄海水浴場が完成[7]。